# Centennial – Newly Discovered Works of Gil Evans

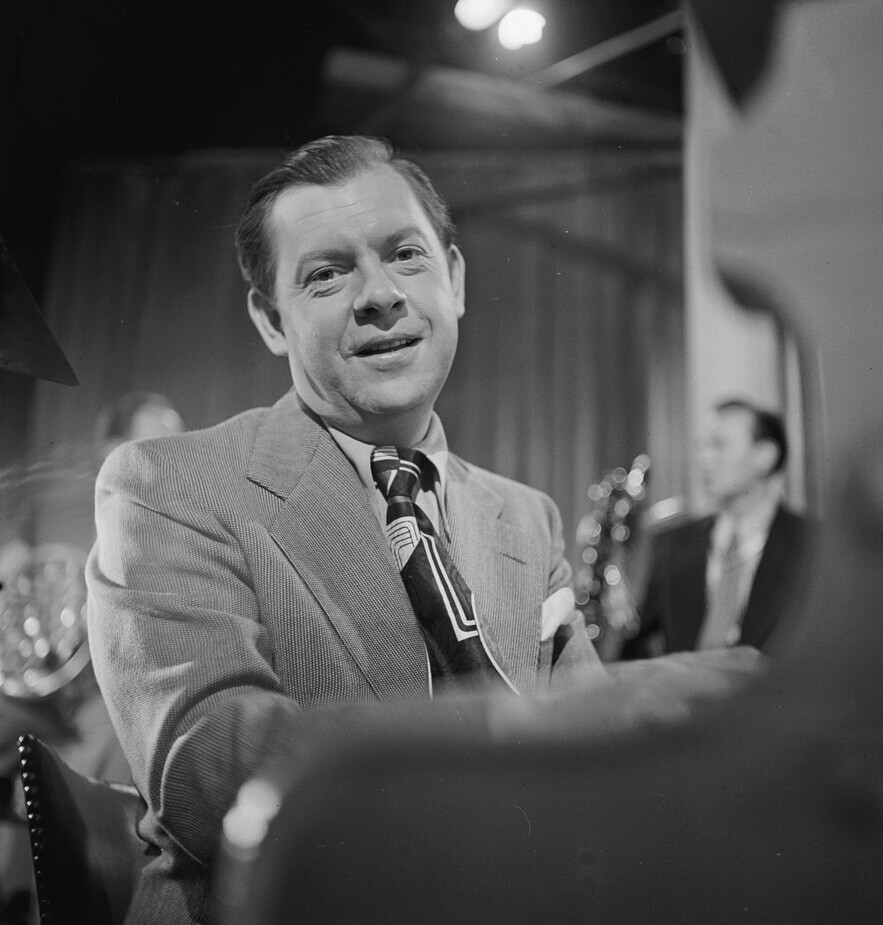
Claude Thornill, ca. 1947.
Foto: Gottlieb.

Centennial – Newly Discovered Works of Gil Evans ist ein Jazz-Album von Ryan Truesdell. Es enthält (fast ausschließlich) bislang unveröffentlichte Arrangements des Pianisten und Bandleaders Gil Evans, die im August 2011 aufgenommen und bei ArtistShare am 13. Mai 2012, dem hundertsten Geburtstag von Gil Evans, veröffentlicht wurden. Es wurde Ende 2012 zwei Mal für den Grammy Award 2013 nominiert, in den Kategorien Best Large Jazz Ensemble Album und Best Instrumental Arrangement.

## Vorgeschichte des Centennial-Projekts
Truesdell, der in Wisconsin aufgewachsen war und den Master in Jazzkomposition am New England Conservatory erworben hatte, arbeitete acht Jahre mit Maria Schneider als Komponist, Arrangeur, Kopist und Co-Produzent. Die Bandleaderin, die mit Evans in dessen letzten Lebensjahren zusammengearbeitet hatte, war für Truesdell das erste Verbindungsglied zu Evans; in der Zeit seiner Arbeit bei Maria Schneider forschte er mehrere Jahre bei Freunden, Schülern und der Familie von Gil Evans über dessen Arbeit, was zur Entdeckung verschiedener, bislang unveröffentlichter Arrangements führte. Truesdell zu seinen Recherchen:
„Dieses Projekt begann auf egoistische Weise […] Ich wollte zum eigenen Nutzen mehr über Gil erfahren. Viele der erhältlichen Evans-Arrangements waren ungenaue Transkriptionen. Ich musste an die Quelle gelangen.“
Zu seinen Beweggründen äußerte Truesdell 2011 in einem Interview:
„Mein Hauptziel ist es, den wahren Gil Evans und all das, was er gemacht hat zu zeigen. […] Wenn die Leute an Gil Evans denken, dann sofort an jene vier Alben, die er mit Miles Davis gemacht hat, besonders Sketches of Spain und Porgy and Bess. Aber dies stellt nur eine kurze Phase in der Mitte seiner Karriere dar. Wichtig ist es zu schauen, was er machte, bevor dort hingelangte, und was er danach vollbrachte. Zum Beispiel diese Lucy-Reed-Platte — das ist eine wunderschöne Platte mit einer sehr einmaligen Instrumentierung, aber nur wenigen war dies bekannt. Ich will dies ändern. Ich möchte, dass Gils Musik in einer Weise wieder gespielt wird, die ihm ehrt und so gespielt wie er es beabsichtigt hat, dessen Musik in das Leben der heutigen Generation bringt. Zielsetzung ist es, Gil für das zu feiern, was er war und für die schiere Schönheit und das Genie, das er in sein Arrangieren, Komponieren und die Musik als Ganzes einbrachte.“
Truesdell war der Erste außerhalb der Evans-Familie, der Zugang zu den Familienarchiven mit Evans’ Manuskripten erhielt; er fand viele Kompositionen und Arrangements, die lang vergessen und nie aufgenommen worden waren. Da Truesdell erkannte, dass das Familienarchiv unvollständig war, forschte nach den Unterlagen von Evans’ früher Arbeit mit dem Claude Thornhill Orchestra; Truesdell fand diese in der Thornhill-Sammlung in der Bibliothek der Drury University in Springfield (Missouri). Des Weiteren forschte er im Material von Musikern, die mit Evans gearbeitet hatten, wie Howard Johnson und Gil Goldstein, ferner in der Library of Congress.
„So begann ich all die diese Musik zusammenzutragen,“ meinte Truesdell im Interview 2011, „inzwischen habe ich über fünfzig Stücke aus Gils gesamter Karriere, die nie aufgenommen wurden. Unglaublich! An diesem Punkt entschied ich, diese Musik müsse mitgeteilt und aufgenommen werden, und so beschloss ich das Gil Evans Centennial Project zu starten.“
Nachdem er komplette Arrangements und Entwürfe gefunden hatte, ermutigte ihn Maria Schneider, dies auf Platte aufzunehmen: People needed to hear this stuff, I needed to hear this stuff. Diese Arrangements reichen chronologisch von 1946 bis 1971, allein fünf stammen aus Evans’ Arbeit mit dem Thornhill-Orchester. Truesdell meinte zu seiner Beschäftigung mit den Unterlagen:
„Ich schlug mich mit dem Gedanken herum, ob ich lediglich ein Thornhill-Album aufnehmen sollte, denn alles was Gil machte, kam von der Thornhill-Band. Das war sein Workshop, mit dem er neue Dinge ausprobierte, wie Harmonien der französischen Impressionisten. Er schrieb eine gewaltige Zahl an Arrangements für Thornhill … Nur die Hälfte davon wurde überhaupt aufgenommen.“
Zu den Solisten des Centennial-Projekts gehören Frank Kimbrough, Steve Wilson, Dave Pietro, Greg Gisbert, Scott Robinson, Donny McCaslin, Joe Locke und Marshall Gilkes. Die Rhythmusgruppe besteht aus den Gitarristen James Chirillo und Romero Lubambo, Pianist Frank Kimbrough, Bassist Jay Anderson, Schlagzeuger Lewis Nash und Perkussionist Mike Truesdell.
Das Gil-Evans-Projekt würde über Vorab-Subskription bei ArtistShare finanziert. Die Orchesterpassagen wurden von Toningenieur James Farber in den Avatar-Studios in New York eingespielt; die Orchesteraufnahmen fanden zwischen dem 24. und 26. August 2011 statt. Insgesamt dauerten die Aufnahmen zehn Tage. Truesdell und seine Musiker stellten das Centennial-Projekt im Rahmen der Gil-Evans-Jubiläumsfeiern im Mai 2012 mit einer Reihe von Konzerten der Öffentlichkeit vor; das Gil Evans Project Ensemble trat vier Abende im New Yorker Club Jazz Standard auf. Es folgten im Juli 2012 Auftritte auf dem italienischen Umbria Jazz Festival und am 5. August auf dem Newport Jazz Festival.

## Musik des Albums
Die Titel des Albums hat Evans für unterschiedliche Besetzungen, zwischen neun und 24 Stimmen, geschaffen; die Arrangements wurden zwischen 1946 und 1971 geschrieben.
Das Album beginnt mit Punjab, das ursprünglich für Evans’ Album The Individualism of Gil Evans (Verve, 1964) vorgesehen war, aber verworfen wurde. Truesdall realisierte diese Aufnahme obgleich das vorgefundene Arrangement nicht für die Rhythmusgruppe ausnotiert war, nachdem er die Bänder mit den Proben hörte, indem er wegen Unstimmigkeiten in der Rhythmusgruppe eine Tabla ergänzte. Herausgestellt werden Dan Weiss’ Tablaspiel, Frank Kimbrough am Piano und Steve Wilson am Altsaxophon.
Kurt Weills Barbara Song ist hier in Evans’ Arrangement aus dem Jahr 1971 vertreten, das der Bandleader für die 24-köpfige Berlin Dream Band (plus die Gastsolisten Steve Lacy und Karl Berger) geschrieben und mit dieser bei den Berliner Jazztagen aufgeführt hatte. Der Klang des Orchesters ist von Oboe, Fagott, Waldhorn und Englischhorn bestimmt; als Solist tritt Vibraphonist Joe Locke hervor. Für das Arrangement von The Maids of Cadiz verwendete Truesdell die Version, die Evans 1950 zuerst für Thornhills Band schrieb; bekannt wurde aber die spätere Version auf dem Miles-Davis-Album Miles Ahead (Columbia, 1957); Solisten sind hier Greg Gisbert mit der gestopften Trompete, Frank Kimbrough am Piano und Altsaxophonist Dave Pietro. Truesdell sagte zu dieser Version:
„Sie ist viel länger, ist einige Male moduliert und hat ein schnelleres Tempo. Es ist auch interessant zu sehen, welche Teile er in die spätere Miles-[Davis]-Version übernahm. Ich fand mehrere Beispiele von Stücken, die er 1945, '46, '47 schrieb und die er später im Lauf seiner Karriere wiederverwendete — zum Beispiel ein melodisches Motiv, das er in einem Arrangement für Thornhill geschrieben hatte, baute er später in Nobody’s Heart ein. Diese Neuentdeckungen werfen daher ein neues Licht auf Gils Entwicklung.“
Zu den Titeln, die mit Evans’ Arbeit für Thornhill in Verbindung stehen, gehören ferner How About You?, Who’ll Buy My Violets, mit Scott Robinson an der Klarinette, und das swingende Dancing On a Great Big Rainbow. How About You wurde 1947 live von Thornhill aufgenommen, existiert aber in keiner Studioversion; Truesdell verwendet die Flöte/Piccolo-Sektion, die Evans hinzufügte. Truesdell beschrieb das ungewöhnliche Arrangement:
„Das Arrangement hat Beboplinien und komplexe Cross-rhythmen zwischen den verschiedenen Teilen, mit drei Piccoloflöten an der Spitze. Wie viele Big Bands spielten 1947 Bebop mit drei Piccoloflöten?“
Das Arrangement von Who’ll Buy My Violets, das Evans 1950 für Thornhill schrieb, ist von einem entspannten Bolero-Tempo beherrscht. Er ist ein Beispiel für Evans’ Kunst, einen gewöhnlichen Titel aus den 1920er Jahren (dieser war durch Tommy Dorseys Version in den 1930ern und der von Pat Boone aus den 1950ern bekannt) und harmonisch so zu verändern, dass er aus der gängigen Norm fiel. Robinsons Klarinette und Kimbroughs Piano schaffen kurze lyrische Zwischenspiele. Dancing on a Great Big Rainbow ist eine Originalkomposition von Evans, die Teil des Bandrepertoires von Claude Thornhill, Les Brown und Tommy Dorsey war, aber bislang niemals aufgenommen wurde. Drückende Harmonien und komplexe Ensemblepassagen kontrastieren mit McCaslins energetischen Solo; hinzu kommen Beiträge von Kimbrough und Gisbert; das Arrangement erinnert an Titel des West-Coast-Jazz.

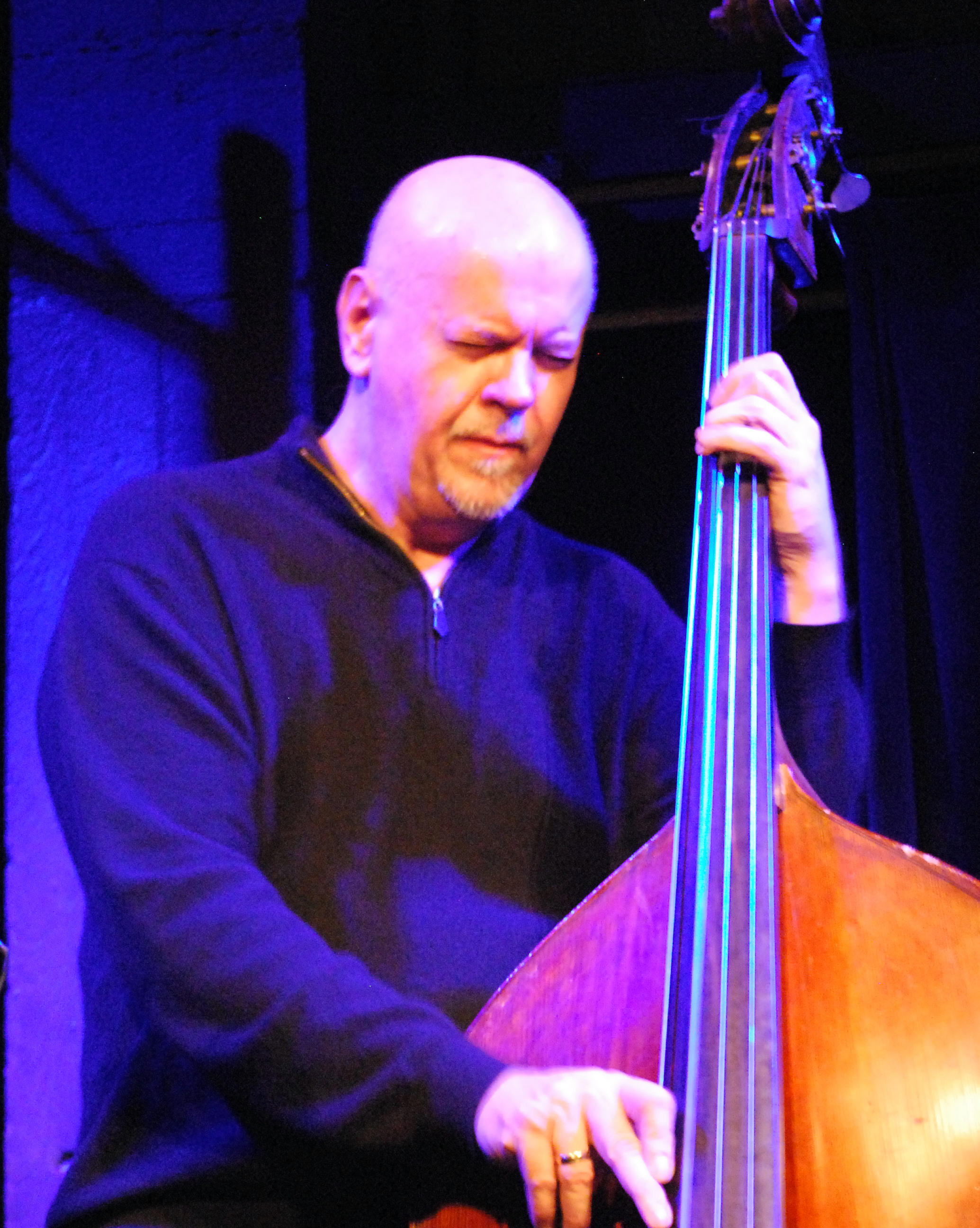
Jay Anderson, 2011 in Innsbruck

Hinzu kommen drei Vokaltitel, die Gil Evans ursprünglich für verschiedene Sänger arrangiert hatte; Kate McGarry interpretiert Smoking My Sad Cigarette in dem Arrangement, das Evans für Lucy Reed geschrieben hatte, aber von dieser nicht verwendet wurde. Ursprünglich ein Blues, die 1952 von Jo Stafford eingespielt wurde, entstand bei Evans ein ungewöhnlicher Tonsatz für die Sängerin und ein Oktett mit Bassklarinette, Fagott, Bassposaune, Tenorvioline und sogar Piccoloflöte.
Beg Your Pardon arrangierte Evans 1946 für Thornhill; der Popsong wird im lebhaften Girl-Singer-Stil der 1940er Jahre von Wendy Gilles interpretiert. Luciana Souza beschließt das Album mit dem Yip-Harburg/Burton-Lane-Song Look to the Rainbow, den Gil Evans für Astrud Gilberto arrangiert hatte. Das Arrangement für das Titelstück des Albums Look to the Rainbow wurde jedoch 1965 nicht verwendet. Romero Lubambo spielt eine Einleitung auf der akustischen Gitarre, Jay Anderson ein Solo auf dem Kontrabass; die Harmonien sind von Flöten, Waldhorn, Posaune, Fagott, Tuba und Trompete dominiert.
Waltz/Variation on the Misery/So Long ist ein fast fünfhundert Takte umfassendes Medley aus drei Evans-Kompositionen, dass dieser 1971 für die Berlin Dream Band arrangierte und bei den Berliner Jazztagen zu Gehör brachte. Zwar wurde jeder der drei Titel für sich von Gil Evans im Studio aufgenommen, aber nicht als Ganzes in dieser Form, die für Truesdell das Magnum Opus von Evans darstellt. In Waltz findet ein Wechselspiel zwischen Lockes Vibraphon und Kimbroughs Piano statt, bevor die Blechbläser einsetzen; nach Unisono-Passagen und Counterlinien hat Marshall Gilkes ein Posaunensolo. Variation on the Misery (das auf Figuren beruht, die Phil Woods auf The Individualism of Gil Evans in dem Stück „Spoonful“ spielte) erinnert Scott Albin mit seinen Klangfarben in den tiefen Lagen an Teile von Duke Ellingtons Far East Suite (1966). Das Medley endet in So Long mit einem Altsaxophon-Solo von Steve Wilson.

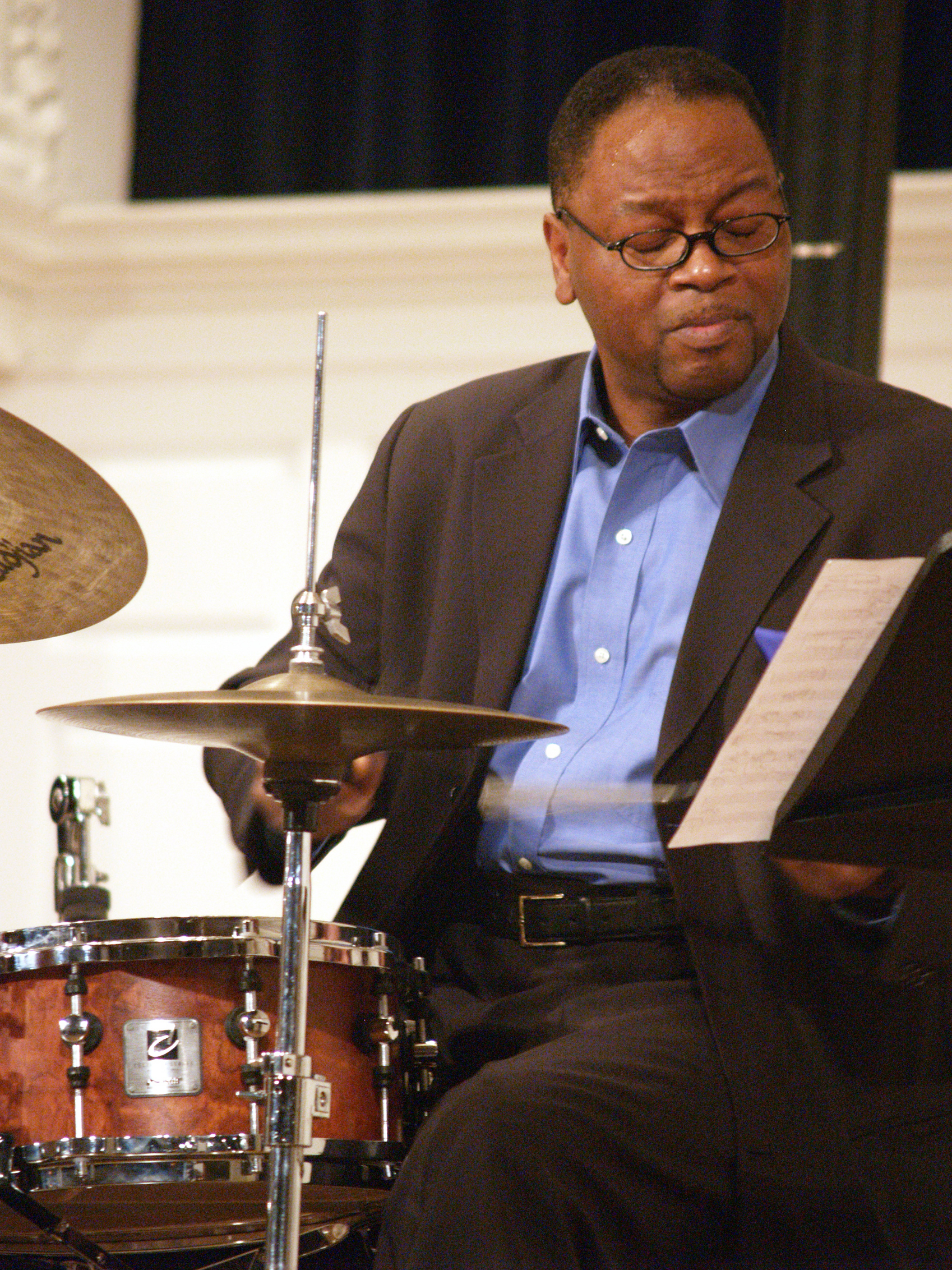
Lewis Nash bei einem Auftritt in New Haven, CT 2007

## Titelliste
- Ryan Truesdell: Centennial – Newly Discovered Works of Gil Evans (ArtistShare – AS 0114)[17]

1. Punjab (Gil Evans) – 14:20 – Solisten: Steve Wilson, Frank Kimbrough, Dan Weiss
2. Smoking My Sad Cigarette (Bee Walker, Don George) – 4:23 – Solistin: Kate McGarry
3. The Maids of Cadiz (Léo Delibes) – 6:20 – Solisten: Dave Pietro, Frank Kimbrough, Greg Gisbert
4. How About You (Burton Lane, Ralph Freed) – 3:06 – Solisten: Scott Robinson, Frank Kimbrough, Greg Gisbert
5. Barbara Song (Kurt Weill) – 11:52 – Solist: Joe Locke
6. Who’ll Buy My Violets (Ray Goetz, José Padilla) – 3:55 – Solisten: Scott Robinson, Frank Kimbrough
7. Dancing On a Great Big Rainbow (Gil Evans) – 3:23 – Solisten: Frank Kimbrough, Donny McCaslin, Greg Gisbert
8. Beg Your Pardon (Beasley Smith, Francis Craig) – 2:53 – Solisten: Dave Pietro, Wendy Gilles
9. Waltz/Variation on The Misery/So Long (Evans) – 19:02 – Solisten: Steve Wilson, Donny McCaslin, Marshall Gilkes, Joe Locke
10. Look to the Rainbow (Burton Lane, E. Y. Harburg) – 4:14 – Solisten: Jay Anderson, Luciana Souza

## Rezeption
Das Album erfuhr durchweg positive Kritiken; Radio France bezeichnete Centennial – Newly Discovered Works of Gil Evans als l'un des évènements discographiques de l'année, Nate Chinen lobte es in der New York Times als „ein außergewöhnliches Album.“ und Scott Albin hielt es in JazzTimes für „eine der bedeutendsten Jazz-Veröffentlichungen von 2012.“ Ebenfalls in JazzTimes stellte Thomas Conrad die Verbindung mit Evans eigenen Leistungen her:
The greatest jazz musicians are revered. A few of the greatest jazz musicians are beloved. Gil Evans was beloved, and not just for his masterpieces, like Out of the Cool and Sketches of Spain. Almost any Evans arrangement explores emotions that listeners had once assumed were unique to themselves. For many people, Evans is personal. The elusive beauty of his arrangements hints at what life might have been.

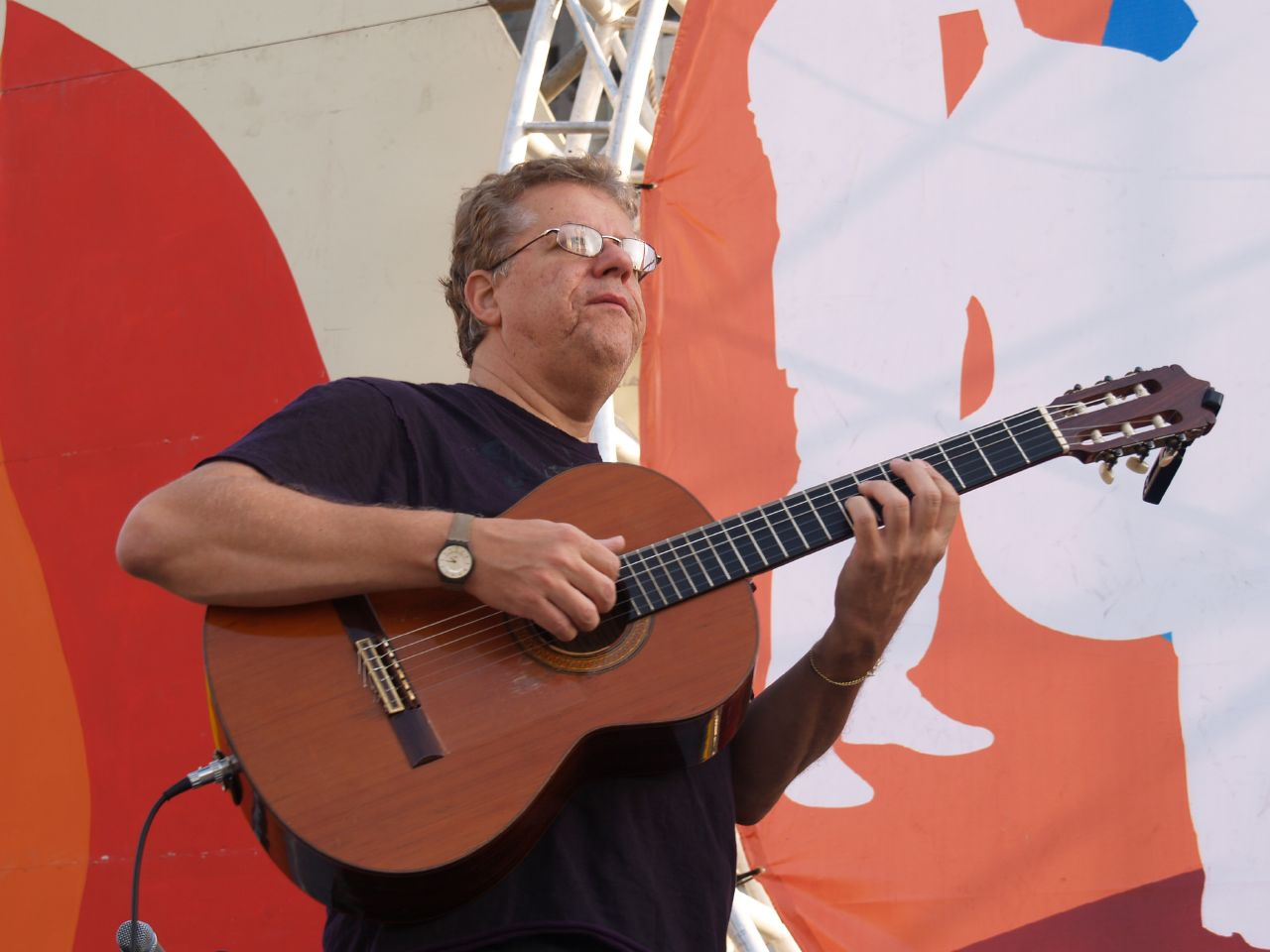
Romero Lubambo 2006

Ken Dryden bewertete das Album in Allmusic mit vier (von fünf) Sternen und hob Truesdells Leistung bei der Aufdeckung, Adaption (wo dies notwendig wurde) und Aufführung dieser lang in Vergessenheit geratenen Arrangements hervor. Es trete klar zutage, dass die beteiligten Musiker Anteil an Truesdells Projekt nähmen, indem sie das Potenzial der zeitlosen Arrangements von Gil Evans voll ausschöpften.
Kevin Whitehead schrieb im National Public Radio: „In diesem Fall schlägt der Reboot das Original — es ist reichlicher texturiert, instrumentell und vokal.“ Diese Revivalband klinge möglicherweise etwas weniger lebendig, was daran liegen kann, dass diese Spieler noch nicht lang mit der Musik vertraut seien. Auch wenn man zunächst Evans’ eigene Out of the Cool oder The Individualism of Gil Evans oder Miles Davis’ Sketches of Spain oder Porgy and Bess abhören würde, sei dieses Album das nächstbeste, das das Zeug zum klassischen Gil-Evans-Album habe.
Nach Meinung von Edward Blanco förderte Ryan Truesdell „einen Schatz zutage, eine Fundgrube an Musik, als er die Archive durchsuchte. Man könne sich nur wundern, was er noch an künftigen Schätzen enthüllen werde und könne nur hoffen, dass er dies tue und dieselben Musiker rufe, die er für dieses exzellente Projekt verpflichtet hatte“.
Dan Bilawsky schreibt in All About Jazz, Centennial sei sowohl „Tribut, archäologische Enthüllung als auch Karriere-überspannende Nachahmung, wobei alle drei sich perfekt zu einem brillanten Album ergänzen.“ […] „Alle zehn Titel, die auf dieses Album gelangten, sind nicht nur angemessene Beispiele für Evans’ brillanten Umgang mit dem Stift, sondern dienen auch als Anhaltspunkt für Truesdells Vision.“